# 696년

## 연호
- 무주(武周) 만세등봉(萬歲登封) 2년 / 만세통천(萬歲通天) 원년

## 기년
- 무주(武周) 측천황제(則天皇帝) 7년
- 신라(新羅) 효소왕(孝昭王) 5년
- 진국공(震國公) 걸걸중상(乞乞仲象) 원년

## 사건
- 거란족과 걸걸중상의 아들인 대조영의 아버지 대중상과 걸사비우가 반란을 일으켜서 696년 영주 도독을 죽이는 사건이 일어나다.
- 대조영의 아버지 대중상, 진국공이 됨.

## 문화
- 주의 만세등봉의 연호는 신라에서 쓰지 않다.